# As-Sawahira ash-Sharqiya
As-Sawahira ash-Sharqiya (àrab: السواحرة الشرقية, as-Sawāḥira ax-Xarqiyya) és una vila palestina de la governació de Jerusalem, a Cisjordània, situada 6 kilòmetres al sud-est de Jerusalem. Segons l'Oficina Central Palestina d'Estadístiques tenia 6.780 habitants el 2016. Comparteix els serveis, principalment escoles i centres de salut amb les viles de Jabal Mukaber i ash-Sheikh Sa'd. Els serveis de salut d'as-Sawahira ash Sharqiya són designats pel Ministeri de Salut com de nivell 2.